# Lepavina
Lepavina je selo i važna željeznička postaja na željezničkoj pruzi Zagreb - Dugo Selo - Koprivnica - Botovo. Lepavina je danas u općini Sokolovac, Koprivničko-križevačka županija. 
Poštanski pripadaju uredu Sokolovac, broja 48306.
U selu postoji katolička kapela, a u šumskom području nedaleko ovog naselja nalazi se pravoslavni manastir Lepavina. Početkom 17. stoljeća su se na ovo područje naselili Vlasi, a pretpostavlja se da je Lepavina bila lokalitet iz ranijeg razdoblja. Oni su pod rukovodstvom arhimandrita Visariona 1636. godine počeli temeljnu izgradnju manastira Lepavine i 1642. godine su s tom izgradnjom bili gotovi pored svih teškoća na koje su nailazili. Time je osnovan manastir u pravom smislu riječi. Rujna 1642. godine potvrdio je baron Ivan Galer manastiru pravo vlasništva na sve zemlje oko Branjske i Sesvečana. Tada je manastir Lepavina bio grkokatolički manastir koji je priznavao papu i vlast zagrebačkih biskupa. Izgradnju manastira su pomagale vojne vlasti jer je on trebao biti središte grkokatoličanstva na ovom prostoru. Zbog toga je povijest manastira Lepavine neodvojivo bila povezana s poviješću Vlaha u Varaždinskom generalatu. Godine 1666. sudjelovali su oni i stradali u velikoj Osmokruhovićevoj buni. 
Vladike su u Mijakićevo doba postali sufragani zagrebačkih biskupa, a odrekli su se pećkog patrijarha. Otpor toj unijatskoj eparhiji pružali su kaluđeri iz Marče i Lepavine.
Krajem 1692. godine i početkom 1693. boravio je u Lepavini, kao duhovnom centru Vlaha u Varaždinskom generalatu, patrijarh Arsenije III. Crnojević, car Leopold I. dao mu je crkvenopolitičku vlast nad svim doseljenim pravoslavcima, time i nad unijatima u Banskoj Hrvatskoj. Tu je patrijarh okupljao narod i preobratio ga iz grkokatoličanstva u pravoslavlje. Od tada do danas manastir Lepavina je centar Srpske Pravoslavne Crkve.

## Stanovništvo
| broj stanovnika | 74    | 81    | 177   | 199   | 117   | 79    | 162   | 167   | 112   | 64    | 70    | 78    | 68    | 274   | 279   | 200   | 133   |
|                 | 1857. | 1869. | 1880. | 1890. | 1900. | 1910. | 1921. | 1931. | 1948. | 1953. | 1961. | 1971. | 1981. | 1991. | 2001. | 2011. | 2021. |